# Калитка (деревня)
Калитка — деревня в Воротынском районе Нижегородской области в составе Чугуновского сельсовета.

## География, природные особенности
Деревня расположена в 4 км к юго-западу от села Чугуны и в 10 км к западу по федеральной трассе «Волга» от Воротынца. До возникновения деревни ранее рос дубово-снытьевый лес, который был вырублен для углежжения и вытопки чугуна на Чугуновском чугунолитейном заводе, а затем для топки печей Чугуновского спиртзавода. После вырубки леса обнаружился мощный горизонт гумуса то есть хорошая плодородная почва, где местные жители а впоследствии и колхоз получали высокие урожаи сельскохозяйственных культур.

## История
Основана деревня после 1840 года. Первоначально деревня называлась Марьинская в честь Марии Ипполитовны Зыбиной. После революции было закреплено название — Калитка по речке Калитке. Сравнительно много в деревне было зажиточных крестьян. До революции было много маслобоен и ветряных мельниц.